# Andreas Taft
Andreas Taft (* um 1213; † 1294) war ein florentinischer Mosaik-Arbeiter, der bei dem griechischen Bildhauer Appolonius (Archias Sohn) gelernt hatte. Er bewog Appolonius, der an der Markuskirche in Venedig arbeitete, mit nach Florenz zu gehen.
Taft fertigte das 7 Ellen hohe Christusbild der Johanniskirche in Florenz. Sein Schüler Gaddo Gaddi übertraf ihn bald.